# Wahlkreis Paisley and Renfrewshire South
| Paisley and Renfrewshire South |
| ------------------------------ |
| Paisley and Renfrewshire South |
| Gebildet                       |
| 2005                           |
| Abgeordneter                   |
| Mhairi Black (SNP)             |
| Regionen                       |
| Renfrewshire                   |

Paisley and Renfrewshire South ist ein Wahlkreis für das Britische Unterhaus. Er wurde im Zuge der Wahlkreisreform 2005 im Wesentlichen aus dem aufgelösten Wahlkreis Paisley South neu gebildet. Paisley and Renfrewshire South umfasst den südlichen Teil der Council Area Renfrewshire inklusive eines Teils der Stadt Paisley. Der Wahlkreis entsendet einen Abgeordneten.

## Wahlergebnisse

### Unterhauswahlen 2005
| Ergebnisse der Unterhauswahlen 2005 | Ergebnisse der Unterhauswahlen 2005 | Ergebnisse der Unterhauswahlen 2005 | Ergebnisse der Unterhauswahlen 2005 |
| Partei                              | Kandidat                            | Stimmen                             | %                                   |
| ----------------------------------- | ----------------------------------- | ----------------------------------- | ----------------------------------- |
| Labour                              | Douglas Alexander                   | 19.904                              | 52,6                                |
| Liberal Democrats                   | Eileen McCartin                     | 6672                                | 17,6                                |
| SNP                                 | Andrew Doig                         | 6653                                | 17,6                                |
| Conservative                        | Thomas Begg                         | 3188                                | 8,4                                 |
| Socialist                           | Iain Hogg                           | 789                                 | 2,1                                 |
| Pride in Paisley                    | Gordon Matthew                      | 381                                 | 1,0                                 |
| Parteilos                           | Robert Rodgers                      | 166                                 | 0,4                                 |
| Socialist Labour                    | Howard Broadbent                    | 107                                 | 0,3                                 |

### Unterhauswahlen 2010
| Ergebnisse der Unterhauswahlen 2010 | Ergebnisse der Unterhauswahlen 2010 | Ergebnisse der Unterhauswahlen 2010 | Ergebnisse der Unterhauswahlen 2010 | Ergebnisse der Unterhauswahlen 2010 |
| Partei                              | Kandidat                            | Stimmen                             | %                                   | ±                                   |
| ----------------------------------- | ----------------------------------- | ----------------------------------- | ----------------------------------- | ----------------------------------- |
| Labour                              | Douglas Alexander                   | 23.842                              | 59,6                                | +7,0                                |
| SNP                                 | Andrew Doig                         | 7228                                | 18,1                                | +0,5                                |
| Conservative                        | Gordon McCaskill                    | 3979                                | 10,0                                | +1,6                                |
| Liberal Democrats                   | Ashay Ghai                          | 3812                                | 9,5                                 | −8,1                                |
| Parteilos                           | William Hendry                      | 513                                 | 1,3                                 | +1,3                                |
| Socialist                           | Jimmy Kerr                          | 375                                 | 0,9                                 | −1,2                                |
| Parteilos                           | Paul Mack                           | 249                                 | 0,6                                 | +0,6                                |

### Unterhauswahlen 2015
| Ergebnisse der Unterhauswahlen 2015 | Ergebnisse der Unterhauswahlen 2015 | Ergebnisse der Unterhauswahlen 2015 | Ergebnisse der Unterhauswahlen 2015 | Ergebnisse der Unterhauswahlen 2015 |
| Partei                              | Kandidat                            | Stimmen                             | %                                   | ±                                   |
| ----------------------------------- | ----------------------------------- | ----------------------------------- | ----------------------------------- | ----------------------------------- |
| SNP                                 | Mhairi Black                        | 23.548                              | 50,9                                | +32,8                               |
| Labour                              | Douglas Alexander                   | 17.864                              | 38,6                                | −21,0                               |
| Conservative                        | Fraser Galloway                     | 3526                                | 7,6                                 | −2,4                                |
| Liberal Democrats                   | Eileen McCartin                     | 1010                                | 2,2                                 | −7,3                                |
| Socialist                           | Jimmy Kerr                          | 278                                 | 0,6                                 | −0,3                                |

### Unterhauswahlen 2017
| Ergebnisse der Unterhauswahlen 2017 | Ergebnisse der Unterhauswahlen 2017 | Ergebnisse der Unterhauswahlen 2017 | Ergebnisse der Unterhauswahlen 2017 | Ergebnisse der Unterhauswahlen 2017 |
| Partei                              | Kandidat                            | Stimmen                             | %                                   | ±                                   |
| ----------------------------------- | ----------------------------------- | ----------------------------------- | ----------------------------------- | ----------------------------------- |
| SNP                                 | Mhairi Black                        | 16.964                              | 40,7                                | −10,2                               |
| Labour                              | Alison Dowling                      | 14.423                              | 34,6                                | −4,0                                |
| Conservative                        | Amy Thomson                         | 8122                                | 19,5                                | +11,9                               |
| Liberal Democrats                   | Eileen McCartin                     | 1327                                | 3,2                                 | +1,0                                |
| Parteilos                           | Paul Mack                           | 876                                 | 2,1                                 | +2,1                                |

### Unterhauswahlen 2019
| Ergebnisse der Unterhauswahlen 2019 | Ergebnisse der Unterhauswahlen 2019 | Ergebnisse der Unterhauswahlen 2019 | Ergebnisse der Unterhauswahlen 2019 | Ergebnisse der Unterhauswahlen 2019 |
| Partei                              | Kandidat                            | Stimmen                             | %                                   | ±                                   |
| ----------------------------------- | ----------------------------------- | ----------------------------------- | ----------------------------------- | ----------------------------------- |
| SNP                                 | Mhairi Black                        | 21.637                              | 50,2                                | +9,5                                |
| Labour                              | Moira Ramage                        | 10.958                              | 25,4                                | −9,2                                |
| Conservative                        | Mark Dougan                         | 7571                                | 17,6                                | −1,9                                |
| Liberal Democrats                   | Jack Clark                          | 2918                                | 6,8                                 | +3,6                                |